# Thuyết vạn vật
Một lý thuyết về tất cả mọi thứ (Toe), lý thuyết cuối cùng, hoặc lý thuyết tổng thể là một khuôn khổ Vật lý lý thuyết duy nhất, bao hàm toàn bộ, lý thuyết kết hợp giữa vật lý giải thích và liên kết tất cả các khía cạnh vật lý của Vũ trụ .Tìm một Toe một trong những vấn đề chính chưa được giải quyết trong vật lý. Trong vài thế kỷ qua, hai khung lý thuyết đã được phát triển, nói chung, gần giống nhất với một ToE. Hai lý thuyết này mà tất cả các vật lý hiện đại dựa trên Thuyết tương đối rộng (GR) và Lý thuyết trường lượng tử (QFT). GR là một khung lý thuyết chỉ tập trung vào Tương tác hấp dẫn để hiểu vũ trụ ở các vùng có quy mô lớn và khối lượng lớn: sao, thiên hà, cụm thiên hà... Mặt khác, QFT là một khuôn khổ lý thuyết chỉ tập trung vào ba lực bất lực để hiểu vũ trụ ở các vùng có quy mô nhỏ và nhỏ: các phân tử nguyên tử, nguyên tử, các phân tử... QFT đã triển khai thành công Mô hình chuẩn và thống nhất các tương tác (gọi là Lý thuyết thống nhất lớn) giữa ba lực không hấp dẫn: lực Tương tác yếu, lực Tương tác mạnh và lực Điện từ.